# Guillermo Maripán
Guillermo Alfonso Maripán Loaysa (* 6. Mai 1994 in Vitacura) ist ein chilenischer Fußballspieler.

## Karriere

### Verein
Maripán begann seine Karriere in seinem Heimatland Chile bei CD Universidad Católica. Dort debütierte er für die Profiauswahl am 27. Oktober 2012 im Spiel gegen CD Cobresal.
Im Juli 2017 wechselte er zu Deportivo Alavés, für das er sein Debüt gegen Deportivo La Coruña am 20. September 2017 gab. Im August 2019 wechselte er zur AS Monaco in der Ligue 1.
Nach fünf Jahren verließ Maripán Frankreich und wechselte Ende August 2024 zum FC Turin nach Italien.

### Nationalmannschaft
Für die chilenische Nationalmannschaft absolvierte Maripán sein Debüt am 11. Januar 2017 gegen Kroatien.

## Erfolge
CD Universidad Católica
- Chilenischer Meister: Clausura 2016, Apertura 2016